# Sphex decipiens
Sphex decipiens là một loài côn trùng cánh màng trong họ Sphecidae, thuộc chi Sphex. Loài này được Kohl miêu tả khoa học đầu tiên năm 1895.